# Monochorhynchus wahri
Monochorhynchus wahri är en insektsart som beskrevs av Frederick Arthur Godfrey Muir 1917. Monochorhynchus wahri ingår i släktet Monochorhynchus och familjen Derbidae. Inga underarter finns listade i Catalogue of Life.